# Iranomolpus
Iranomolpus is een geslacht van kevers uit de familie bladkevers (Chrysomelidae).
De wetenschappelijke naam van het geslacht werd in 1979 gepubliceerd door Lopatin.

## Soorten
- Iranomolpus badius Lopatin, 1979